# Guacamelee!
Guacamelee! ist Metroidvania-Computerspiel des kanadischen Entwicklers Drinkbox Studios. Es erschien ursprünglich 2013 über das PlayStation Network als Downloadtitel für PlayStation 3 und Vita, Anfang 2014 dann für Windows, Mac OS und Linux. Ab Juli 2014 erschien es in einer erweiterten Fassung als Super Turbo Championship Edition zusätzlich für Wii U, PlayStation 4, Xbox One und Xbox 360, 2018 schließlich auch für Switch. Der Spieler steuert darin den Luchador Juan durch eine nicht-lineare, von mexikanischer Folklore inspirierte Spielwelt. 2018 erschien der Nachfolger Guacamelee! 2.

## Rezeption
Das Spiel wurde in der Spielepresse weitgehend positiv aufgenommen.

“Guacamelee isn’t only pretty to look at, it’s also a hell of a lot of fun to play. Its Metroidvania inspiration is undoubtedly strong, and yet it does so much to help it stand apart, not the least of which by providing gamers with a deceivingly deep combat system and a two-world polarity system that simply makes the experience more dynamic.”

„Guacamelee ist nicht nur hübsch anzusehen, es macht auch wahnsinnig viel Spaß zu spielen. Seine Metroidvania-Inspiration ist zweifellos deutlich erkennbar, und doch bringt es so viel eigene Ideen ein, dass es sich von anderen abhebt; nicht zuletzt, indem es den Spielern ein überraschend tiefgründiges Kampfsystem und ein Parallelwelten-System bietet, was das Erlebnis einfach dynamischer macht.“

2013 erreichte es im PlayStation Network den Spitzenplatz der monatlichen Verkaufscharts April sowohl für PlayStation 3 als auch Playstation Vita.